# Wannabe (Itzy)
Wannabe è un brano musicale del girl group sudcoreano Itzy, pubblicato nel 2020 e utilizzato per promuovere il loro secondo EP It'z Me.

## Video musicale
Il video musicale è stato diretto da Naive Creative Production e pubblicato in contemporanea al singolo.